# Wieża widokowa na Mogielicy
Wieża widokowa na Mogielicy – turystyczna wieża widokowa na Mogielicy (1170,2 m) – najwyższym szczycie Beskidu Wyspowego.

## Opis
24 sierpnia 2008 na szczycie Mogielicy otwarto drewnianą wieżę widokową. Wieża została wzniesiona w miejscu istniejącej do lat 80. XX w. wieży triangulacyjnej. Powstała dzięki współpracy trzech sąsiednich gmin Dobra, Kamienica i Słopnice oraz Urzędu Marszałkowskiego Województwa Małopolskiego. Otwarcie nastąpiło w czasie Jubileuszowego X Złazu Turystycznego Mogielica 2008.
Jest to zwężająca się ku górze konstrukcja drewniana, składająca się z czterech kondygnacji, do których prowadzą drabiniaste schody ułożone wewnątrz wieży. Zwieńczona platformą widokową na wysokości 20 m, przykrytą daszkiem. Całkowita wysokość wieży wynosi 22 m. Z wieży roztacza się rozległy widok obejmujący m.in.: Beskid Wyspowy, Beskid Sądecki, Gorce i Tatry. Widoczne są również odleglejsze pasma górskie, takie jak Beskid Żywiecki, Beskid Śląski, Mała Fatra czy Góry Choczańskie.
W roku 2020 zakwalifikowana jako niedostępna. Planowana jest do rozbiórki, a następnie do całkowitej odbudowy. Opracowano nowy projekt przebudowy wieży. Oddano ją do użytku w październiku 2022 roku.

## Galeria

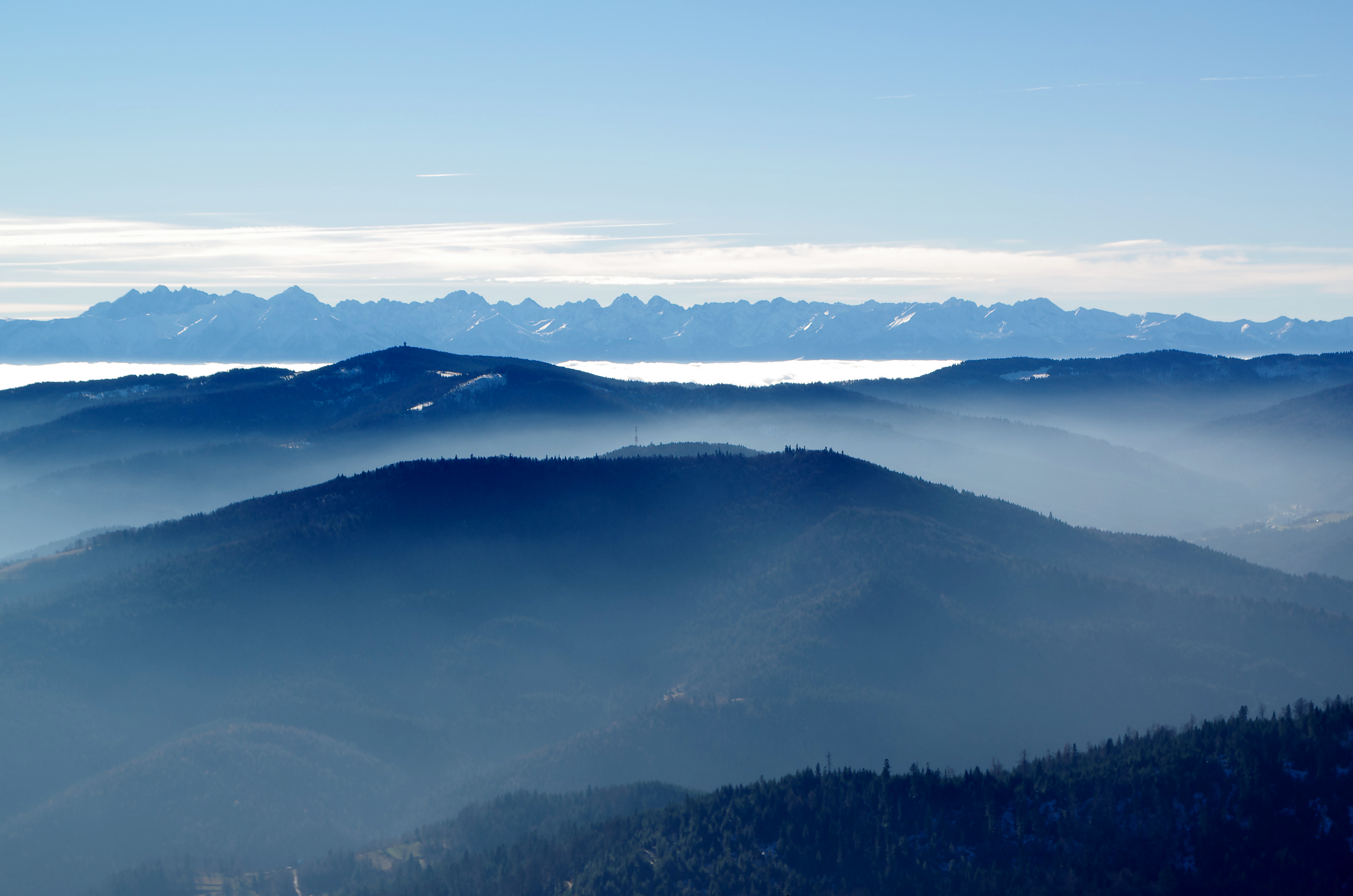
Widok z wieży na Tatry
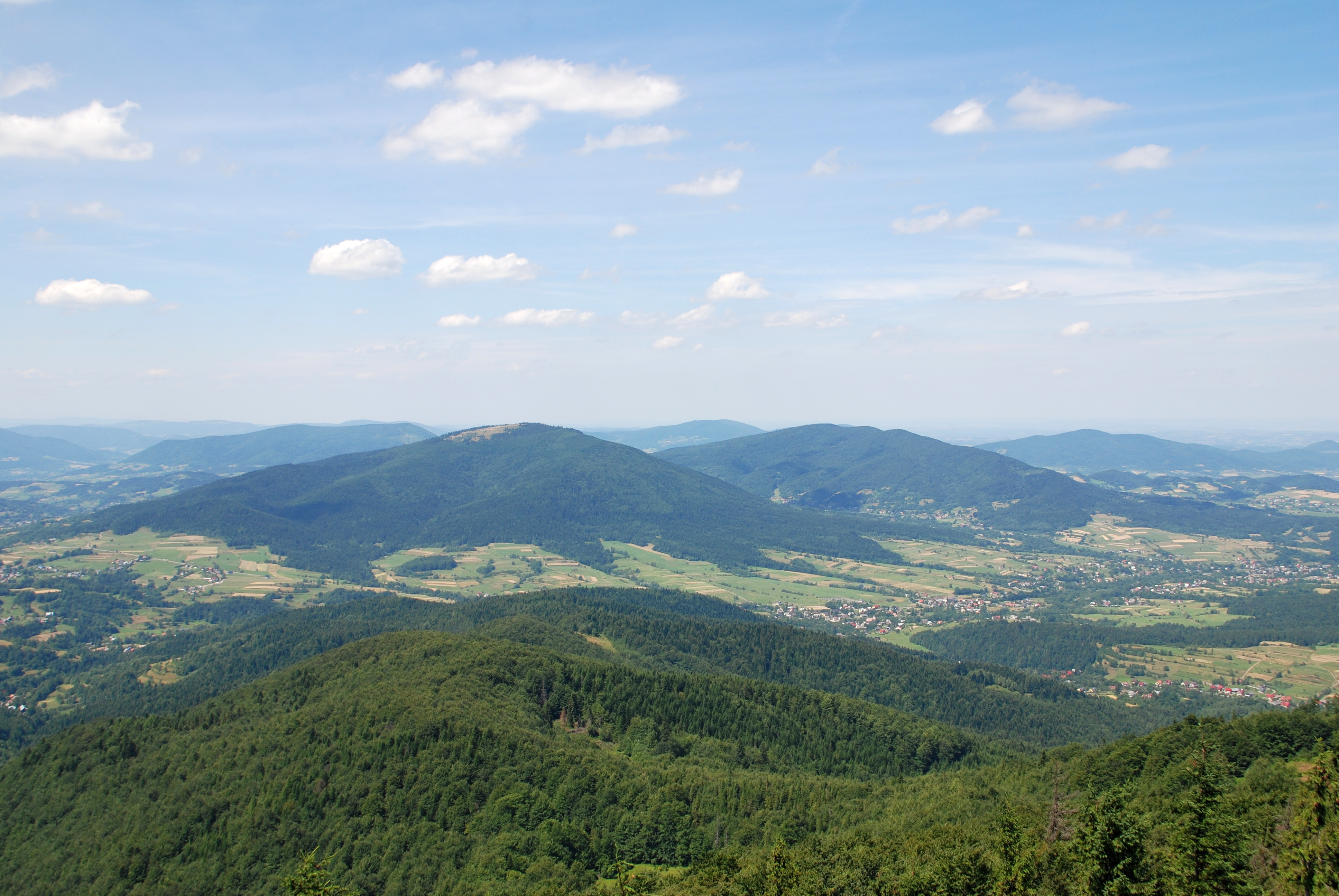
Widok z wieży na Ćwilin, Śnieżnicę, Ciecień
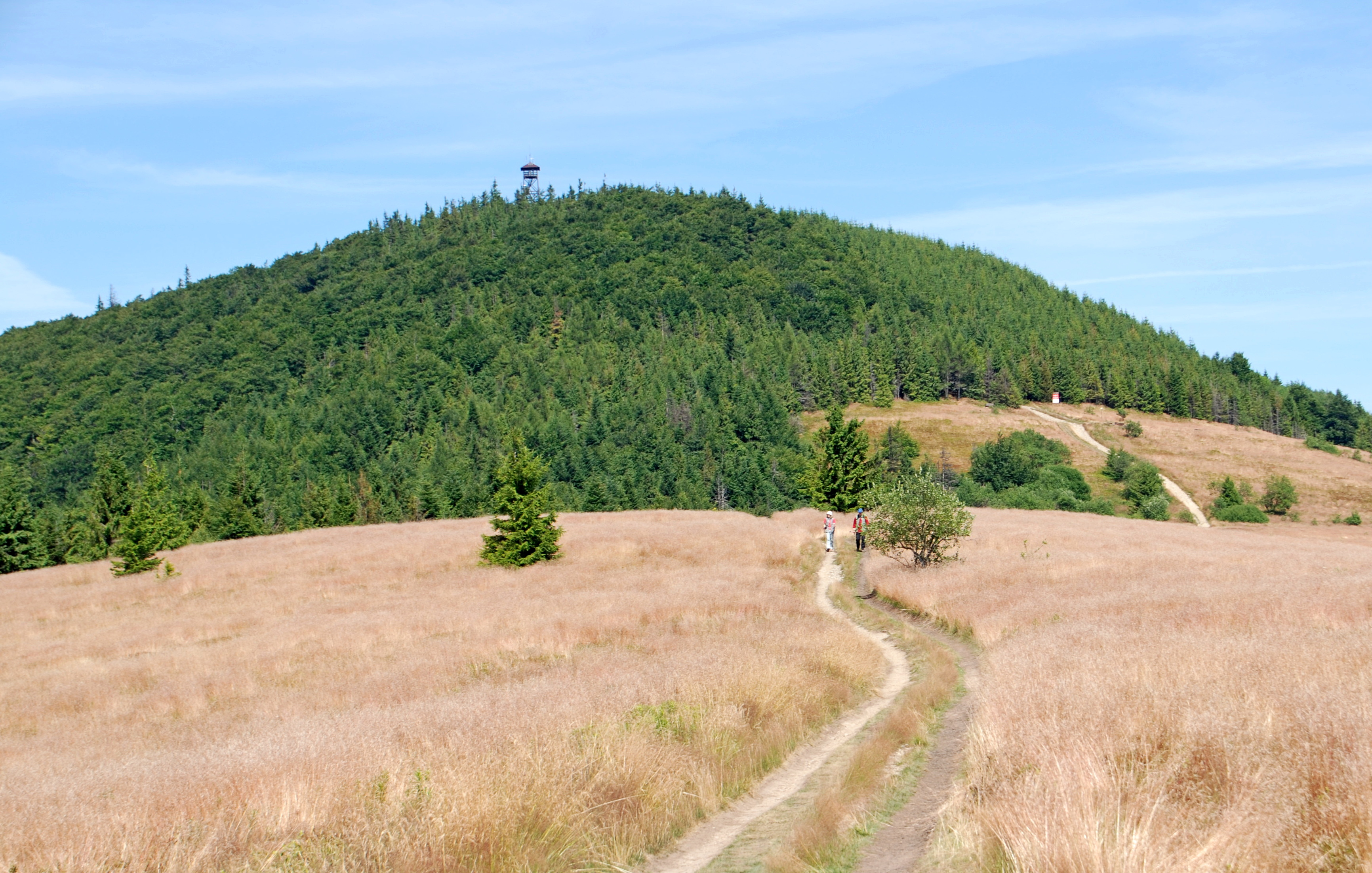
Widok na wieżę z Polany Stumorgowej
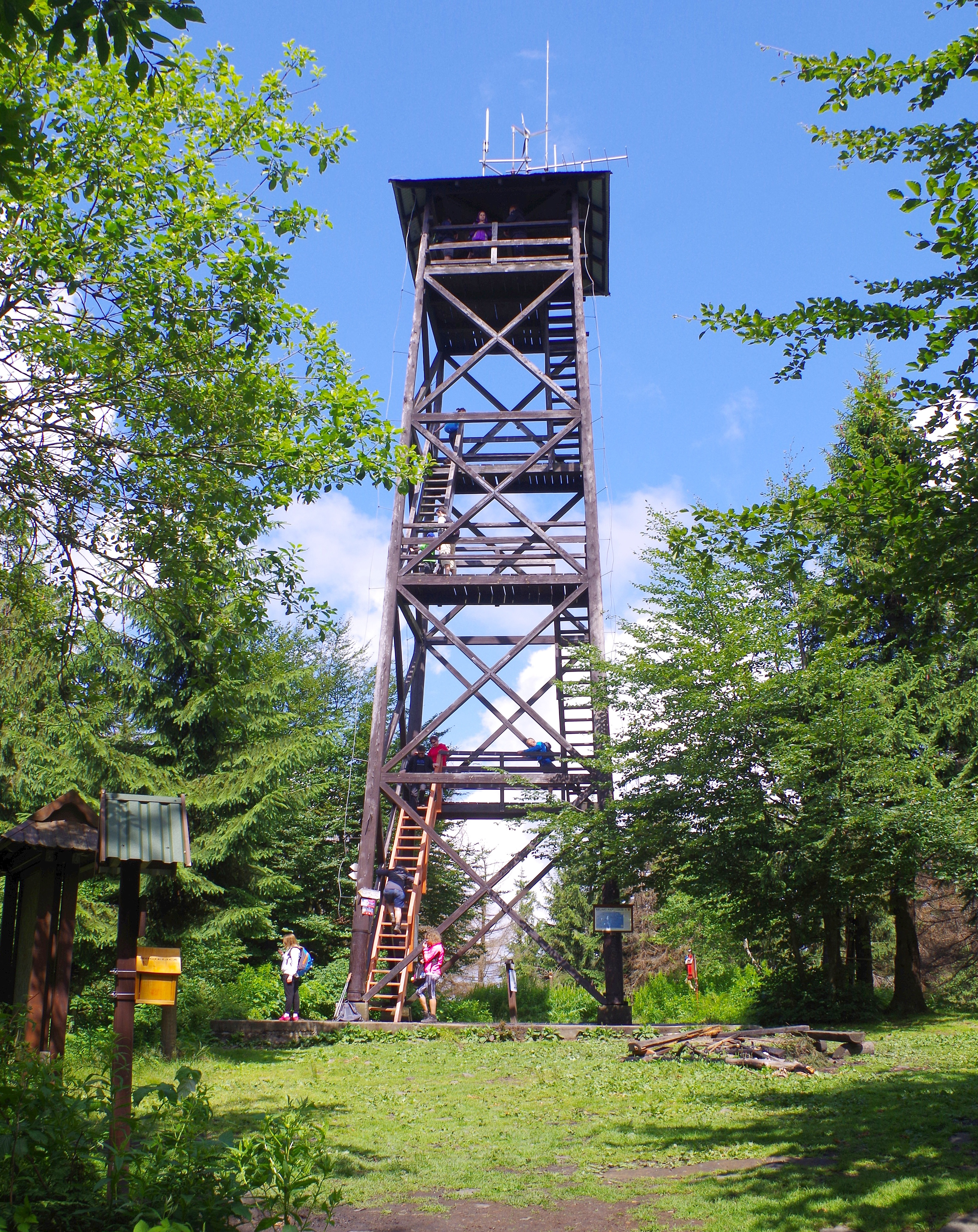
Dawna wieża drewniana